# جعفر الخلدي
جَعْفَر الْخُلْدِيِّ، واسمه جعفر بن محمد بن نصير بن قاسم البغدادي، ويُكنّى أبا محمد، أحد علماء أهل السنة والجماعة ومن أعلام التصوف السني في القرن الرابع الهجري، قال عنه أبو عبد الرحمن السلمي: «كَانَ من أفتى الْمَشَايِخ وأجلهم وَأَحْسَنهمْ قولاً، وَ كَانَ الْمرجع إِلَيْهِ فِي عُلُوم الْقَوْم (أي الصوفية) وكتبهم وحكاياتهم وسيرهم»، وقال عنه الزركلي: «كان شيخ الصوفية في أيامه ببغداد، وأعلمهم بالحديث».

## حياته
ولد في بغداد بالعراق سنة 253 هـ الموافق 867، ونشأ وترعرع فيها، سُمي «الخُلدي» نسبةً إلى «قصر الخلد» ببغداد ولم يكن منه وإنما دعاه الجنيد بذلك فلزمه، وسُمّي «الخواص» لأنه كان يبيع الخوص وهو ورق النخل. صحب الجنيد وعُرف بصحبته له، كما صحب أبا الحسين النوري ورويماً بن أحمد وسمنون بن حمزة وأَبا محمد الجريري وَغَيرهم من المَشَايِخ. حجّ أكثر من 60 حجّة، وَأسْندَ الحَدِيث وَرَوَاهُ. تُوفّي بِبَغدَاد سنة 348 هـ وقبره بالشونيزية عِنْد قبر سري السَّقطِي والجنيد.

## من أقواله
- لَا يجد العَبْد لَذَّة الْمُعَامَلَة مَعَ لَذَّة النَّفس لِأَن أهل الْحَقَائِق قطعُوا العلائق الَّتِي تقطعهم عَن الْحق قبل أَن تقطعهم العلائق.[2]
- الْمُحب يجْهد فِي كتمان حبه وتأبى الْمحبَّة إِلَّا الاشتهار وكل شَيْء ينم على الْحبّ حَتَّى يظهره.[2]